# Manio Acilio Glabrión (cónsul 191 a. C.)
Manio Acilio Glabrión  fue un senador romano, miembro de una familia plebeya, nacido en el siglo III a. C. y muerto en el siglo II a. C., cónsul en 191 a. C. y vencedor de Antíoco III Megas en las Termópilas.

## Primeros cargos públicos
Tribuno de la plebe en 201 a. C., logró aprobar la lex Acilia Minucia y se opuso a la reclamación de Cneo Cornelio Léntulo, uno de los cónsules de ese año, sobre el mando de la guerra en África, que había sido decretado por voto unánime de las tribus a Escipión el Africano.
En el año siguiente, Glabrión fue nombrado comisionado de los ritos sagrados (sacrorum decemvir) en lugar del fallecido Marco Aurelio Cota.
Fue edil romano en 197 a. C. Como pretor peregrino en 196 a. C.,, le tocó presidir los juegos plebeyos en el Circo Flaminio y, con las multas por la invasión de las tierras solariegas, consagró estatuas de bronce a Ceres y a sus hijos Destacó, asimismo el mismo año, por la represión de la sublevación de esclavos en las ciudades etruscas, que fue tan grande que fue necesaria la presencia de una de las legiones de la ciudad para sofocarla.
En 193 a. C. fue candidato sin éxito para el consulado, cargo que, sin embargo, obtuvo en el año 191 a. C.

## Su consulado y guerra contra Antíoco III Megas
Investido cónsul en 191 a. C., recibió del Senado la misión de dirigir la guerra contra el rey Antíoco III de Siria. El comienzo de las hostilidades con el monarca más poderoso de Asia generó una demanda inusual de ceremonias religiosas. De esta forma, antes de ir al teatro de los acontecimientos, tuvo que, por mandato del Senado, supervisar las ceremonias sagradas y las procesiones y, si la campaña era favorable, el voto de efectuar juegos extraordinarios a Júpiter y todo tipo de ofrendas a los santuarios en Roma.
Glabrión, a quien el Senado le había asignado, además de las habituales dos legiones del ejército consular, las tropas ya acantonadas en Grecia y Macedonia, fijó el mes de mayo y la ciudad de Brundisium (en la actualidad, Bríndisi) como fecha y lugar de partida. De allí se pasó a Apolonia de Iliria, a la cabeza de 10 000 infantes, 2000 hombres a caballo y 15 elefantes, con el mandato, si era necesario, para hacer una leva en Grecia de una fuerza adicional de 5000 hombres.
Hizo de Larisa en Tesalia su cuartel general y, en cooperación con su aliado, Filipo V de Macedonia, rey de Macedonia, rápidamente redujo a la obediencia a todo el territorio situado entre la cadena montañosa de Cambunian y el monte Eta: Limneo, Pelineo, Farsalo, Feras, Escotusa y Proerna, expulsaron a las guarniciones de Antíoco III el Grande y sus aliados, los Atamanios; Filipo de Megalópolis, un pretendiente a la corona de Macedonia, fue enviado en cadenas a Roma y Aminandro, rey de los atamanios, fue expulsado de su reino.
Antíoco, alarmado por los progresos de Glabrión, se atrincheró firmemente en las batalla de las Termópilas (191 a. C.), pero a pesar de que sus aliados etolios ocuparon el paso del monte Eta, los romanos rompieron las defensas y dispersaron a su ejército. Beocia y Eubea fueron los siguientes territorios que se sometieron a Glabrión: redujo Lamia y Heraclea de Traquinia a los pies del Eta. En esta última ciudad tomó prisionero al etolio Damócrito que el año anterior había amenazado con llevar la guerra a las orillas del Tíber.
Los etolios enviaron emisarios a Glabrión en Lamia, propusieron una rendición incondicional de su nación «a la fe de Roma». Como el término era ambiguo, Glabrión realizó la interpretación más estricta de él; y cuando los enviados etolios protestaron, los amenazó con cubrirlos de cadenas y enviarlos a las mazmorras.
Sus oficiales recordaron a Glabrión el carácter sagrado de los embajadores y él accedió a conceder una tregua a los etolios de diez días. Durante ese tiempo, sin embargo, los etolios recibieron noticias de que Antíoco se preparaba para reanudar la guerra. De esta manera, concentraron sus fuerzas en Naupacto, en el golfo de Corinto, y Glabrión se apresuró a ir desde Lamia a este lugar. Cuando Naupacto estaba a punto de rendirse a Glabrión, la intercesión del procónsul Tito Quincio Flaminino, permitiendo a los sitiados enviar una embajada a Roma, lo impidió.
Después de asistir al congreso de las ciudades aqueas en Egio, y de un intento infructuoso de reclamar a los exiliados a Elis y Esparta, Glabrión regresó a Fócida y bloqueó Anfisa. Mientras todavía estaba ocupado en el sitio, su sucesor, Lucio Cornelio Escipión Asiático llegó de Roma y Glabrión le entregó el mando.
El derecho a un triunfo se le concedió por unanimidad, pero su esplendor se vio disminuido por la ausencia de su ejército vencedor que permanecía en Grecia. Su triunfo De rege et Aetoleis Syriae Antiocho fue en el otoño del año 190 a. C.

## Frustrada candidatura a la censura
En 189 a. C. se presentó a las elecciones de censor, pero encontró oposición, especialmente de Catón el Viejo y los tribunos de la plebe Cayo Sempronio Rútilo y Publio Sempronio Graco, quienes quisieron acusarlo de haberse quedado con una parte del botín de guerra. Acilio retiró su candidatura y la acusación nunca llegó a presentarse. Es probable que fuese el autor de la Ley Acilia de intercalando, que permitía, a discreción del pontificado, insertar u omitir el mes intercalario del año. Parece poco probable la actividad como historiador que le adjudican algunas fuentes.